# Fresco (Côte d'Ivoire)
Pour les articles homonymes, voir Fresco.
Fresco ou localement Koyiri est une ville de Côte d'Ivoire de 41 000 habitants située au sud-ouest du pays, à 220 km d'Abidjan, sur le littoral du golfe de Guinée. 
Elle est majoritairement peuplée par les Godiés, un sous-groupe faisant partie des Krou. 
En 1967, compte tenu des menaces constantes de la mer, les populations ont dû quitter les côtes pour s’installer sur un nouveau site qui surplombe la lagune N’gni (appelée aussi la lagune de Fresco).

## Toponymie
Son nom est identique à celui d'une localité portugaise et lui a été donné en 1472 par un explorateur portugais du golfe de Guinée (à l'instar des villes de Sassandra et San-Pédro).

## Géographie

### Situation
La commune fait partie du district du Bas-Sassandra et de la région du Gbôklè. Elle s’étend sur une superficie de 3 255 km2.
Le relief de la région de Fresco, réparti en zone forestière et lagunaire, est peu accidenté. Il présente de nombreux plateaux, des bas-fonds marécageux, des vallées et quelques collines. La colline, quant à elle, a été le lieu d'installation de l'administration coloniale qui y a construit, en 1905, les bureaux de la subdivision de Fresco et les logements des administrateurs.
La région de Fresco est arrosée par de nombreuses rivières et deux fleuves, le Gnougnoro et le Bolo, qui se jettent dans la mer à Fresco.
Après le transfert du village de Fresco de la plage sur la terre ferme en 1966, la ville surplombe maintenant la lagune Gbôklè. La lagune est petite et peu profonde. Elle est la quatrième des quatre lagunes de Côte d'Ivoire. Elle est reliée à celle de Grand-Lahou par le canal Doglon.
Un village a subsisté sur la plage, le vieux Fresco, appelé Zagbako en Godié, peuplé essentiellement de pêcheurs ghanéens arrivés dans les années 60.

### Climat, végétation et faune
Le sud de la Côte d'Ivoire est très humide et connaît quatre saisons (d'avril à la mi-juillet : grande saison des pluies ; de la mi-juillet à septembre : petite saison sèche ; de septembre à novembre : petite saison des pluies ; de décembre à mars : grande saison sèche, avec l'harmattan en décembre-janvier). Les températures varient de 21 à 35°C,. La zone qui abrite Fresco reçoit entre 1600 et 1800 mm par an ; le climat reste pratiquement humide toute l’année (taux d’humidité 80 %), avec une température moyenne de 27°C.
La forêt autour de Fresco a été presque entièrement détruite au profit des cultures, laissant la côte plus exposée. Ainsi, les mangroves ont à leur tour été en partie détruites avec la faune qu'elles abritaient (poissons, crustacés, reptiles, oiseaux, etc.). Le lamantin d’Afrique, un animal emblématique vivant dans la lagune de Fresco, est en voie de disparition.

### Falaises de Fresco
Les falaises de Fresco, le seul site où affleurent les formations marines (argiles et calcaires glauconieux) d’âge Paléocène-Eocène dans le bassin sédimentaire sud-ouest de la Côte d’Ivoire, présentent un contenu fossilifère riche et ont fait l’objet de nombreux travaux géologiques.
Ces falaises vives sont en contact permanent avec la mer et s’étendent sur près de 15 km de Fresco à Dassioko. Elles sont regroupées en cinq falaises (d'est en ouest) : falaise de Françoikro (18 m), falaise des 12 Frères (22,5 m), falaise des Fanti (21 m), falaise Kossô (20 m) et falaise de Dassioko (19 m).

## Histoire

### Période coloniale
Le Roi Yéré et le chef Godo à Fresco signent, le 31 août 1890, un traité de protectorat avec le résident de France. Le lieutenant Bidaud, ex-agent d'Arthur Verdier à Grand-Bassam, fera confirmer ce traité lors de son voyage sur la côte occidentale, du 5 septembre 1890 au 5 janvier 1891. C'est à Fresco que Bidaud signe, en outre, un traité de protectorat avec les représentants de Grand-Drewin.
Jusqu'en 1893, l'influence commerciale française est presque nulle sur le littoral ouest. Seuls des agents de la maison Verdier sont signalés à Grand-Lahou et à Fresco.

## Populations
La population de Fresco est en grande partie des Godié faisant partie du grand groupe des Krou.
A l’origine, le peuple Godié, installé directement sur la côte entre la lagune et la mer, vivait principalement de la pêche mais il s'est tourné depuis lors vers l’agriculture.
Comme sur tout le reste de la côte, les Fantis venus du Ghana, qui ont quasiment le monopole de la pêche artisanale, et les populations burkinabés, qui constituent une main d’œuvre agricole très importante, se sont établis dans la région. Une communauté de pêcheurs fanti s'est notamment installée sur la bande sableuse de la lagune ("zagbako", le "village de la plage" en langue godié). 
Les Baoulés sont installés, depuis longtemps, dans la zone depuis de nombreuses années, dans des petits campements, et sont des agriculteurs très actifs, notamment dans le domaine du cacao.

## Administration
| Date d'élection | Identité                | Parti    | Statut |
| --------------- | ----------------------- | -------- | ------ |
| 1980            | Berthe Gnénago Sawadogo | PDCI-RDA | élu    |
| 1985            | Berthe Gnénago Sawadogo | PDCI-RDA | élu    |
| 1990            | Pierre Yéré Lobognon    | PDCI-RDA | élu    |
| 1995            | Pierre Yéré Lobognon    | PDCI-RDA | élu    |
| 2001            | Blaise Diegba Kotro     | FPI      | élu    |
| 2013            | Alain Lobognon          | RDR      | élu    |
| 2018            | Fulbert Beugrefoh       | RHDP     | élu    |

## Sports
Les compétitions sportives se déroulent exclusivement au chef-lieu du département, les autres localités ne disposant d'aucune infrastructure dédiée : la ville dispose d'un club de football, le Club Omnisports de Fresco en abrégé COFRE qui évolue en Championnat de Division Régionale, équivalent d'une « 4e division » . Comme dans la plupart des villes du pays, il est organisé, de façon informelle, des tournois de football à 7 joueurs qui, très populaires en Côte d'Ivoire, sont dénommés Maracanas.

## Économie
Cette ville côtière vit principalement de l'activité cacaoyère,. C'est un centre de regroupage des fèves de cacao qui sont récoltées dans l'arrière pays et qui sont ensuite transportées dans les deux grands ports ivoiriens : Abidjan et San-Pédro.
Dans la zone forestière, on cultive aussi le manioc, produit vivrier de base qui sert à la fabrication de l'attiéké (fécule de manioc fermentée), une source de revenus importante pour les femmes.
On cultive aussi la banane, le riz, le maïs, le piment, le gombo, etc. 
Située au bord de la lagune Gôglê, cette ville vit aussi de la pêche artisanale (crabe, tilapia, huître de mangrove...).
Sur le plan touristique, les plages de la zone de Fresco sont peu valorisées par rapport aux plages de la région sud-ouest (Monogaga, baie des sirènes à Grand-Béréby, etc.).

## La région
Près de la ville se situe une presqu'île dont les seuls habitants sont des éléphants, des hippopotames et des singes.